# Saint-Sulpice-de-Pommiers
Saint-Sulpice-de-Pommiers è un comune francese di 226 abitanti situato nel dipartimento della Gironda nella regione della Nuova Aquitania.

## Società

### Evoluzione demografica
Abitanti censiti